# 八坂善一郎
八坂 善一郎（やさか ぜんいちろう、1895年（明治28年）1月23日 - 1980年（昭和55年）8月29日）は、昭和期の実業家、政治家。衆議院議員、初代大分県旧杵築市長。

## 経歴
大分県速見郡八坂村大字日野（現杵築市）で、大分県会議長を務めた八坂三治の長男として生まれる。早稲田大学政治経済科で学んだが、中国大陸に心惹かれ中退して満州に渡った。1927年（昭和2年）政治家を目ざして帰郷。
1933年（昭和8年）八坂村会議員に選出された。別府自動車社長に就任し、1939年（昭和14年）大分県会議員となる。1946年（昭和21年）4月の第22回衆議院議員総選挙で大分県全県区から日本進歩党公認で出馬して当選し、その後、民主党に所属し衆議院議員に1期在任した。その後、1947年（昭和22年）に公職追放となった。
追放解除後、1950年（昭和30年）杵築市誕生に伴い初代市長に就任し、5期20年在任した。柑橘興市をスローガンに柑橘園の造成を行う。また、観光資源として杵築城を復元し、自衛隊九州地区協力会長を務めた。
その他、大分県養鶏組合連合会長、同県農業会理事、同県自動車協会副会長、同県商工経済会評議員、司法保護委員、大分交通取締役、大分工業取締役、別杵自動車取締役社長、大分自動車販売取締役社長、東豊運送取締役社長、別府合同タクシー常務取締役なども務めた。

## 人物
杵築市長時代、市民に教育勅語を奨励し、服の襟に「日の丸」バッジを付けていた。